# Helmut Pigge
Helmut Pigge (* 28. September 1919 in Berlin; † 2000) war ein Dramaturg und Drehbuchautor.

## Leben
Pigge hatte ab 1942 Schauspielunterricht bei Erich Fisch in Berlin und absolvierte ein Philosophie-Studium an der Philosophisch-theologischen Hochschule Regensburg und der Ludwig-Maximilians-Universität München. Seit 1947 war er Mitglied der Halkyonischen Akademie zu Saló und seit 1953 Korrespondent.
Er war von 1955 bis 1959 als Dramaturg beim SDR beschäftigt. Anschließend leitete er bis 1961 die Hauptabteilung Fernsehspiel, bevor er sich auf das Drehbuchschreiben verlegte und auch selbst produzierte. Pigge gilt als Vater des Fernsehspiels mit live inszenierten Produktionen. 
Er promovierte 1954 an der Universität München mit einer Arbeit über die Geschichte und Entwicklung des Regensburger Theaters von 1768 bis 1859 und hatte die Schriftleitung der Programmhefte des Aachener Zimmertheaters.
Sein schriftlicher Nachlass befindet sich im Archiv der Akademie der Künste in Berlin.

## Drehbücher (TV-Produktionen)
- 1958: Besuch aus der Zone (Co-Autor und Regisseur: Rainer Wolffhardt)
- 1962: Bedaure, falsch verbunden
- 1963: Den Tod in der Hand
- 1963: Das tödliche Patent (nach A Clean Kill von Michael Gilbert)
- 1969: Mord nach der Oper
- 1970: Wie eine Träne im Ozean
- 1970/1971: Operation Walküre
- 1972/1973: Der Vorgang
- 1973: Kriminalobermeisterin E. R.
- 1974: Die unfreiwilligen Reisen des Moritz August Benjowski
- 1976/1977: Krock & Co
- 1979: Der Thronfolger
- 1980: Kolportage
- 1981: Goldene Zeiten – Bittere Zeiten (Fernsehserie)
- 1983: Die goldenen Schuhe (Fernseh-Fünfteiler)
- 1990: Bismarck (Fernseh-Dreiteiler des BR)

## Auszeichnungen
- 1971 Goldene Kamera
- 1972 Grimme-Preis mit Bronze